# Polypedilum tenuitarse
Polypedilum tenuitarse är en tvåvingeart som först beskrevs av Jean-Jacques Kieffer 1922.  Polypedilum tenuitarse ingår i släktet Polypedilum och familjen fjädermyggor. Inga underarter finns listade i Catalogue of Life.